# Дапчевич, Пеко
Петар «Пеко» Дапчевич (серб. Пеко Дапчевић / Peko Dapčević; 25 июня 1913, Люботинь — 10 февраля 1999, Белград) — югославский военный деятель, генерал-полковник.

## Биография

### Ранние годы
Родился 25 июня 1913 в селе Люботинь, недалеко от города Цетине. По национальности — черногорец. Отец — Йован Дапчевич, православный священник. В семье также были братья Владо, Драго и Милутин и сестра Даница. Пеко учился в гимназии в Цетине, где увлёкся рабочим движением. Дважды участвовал в забастовках, один раз за участие в молодёжном выступлении был арестован полицией. По окончании гимназии поступил на юридический факультет Белградского университета, в 1933 году вступил в Коммунистическую партию Югославии. Спустя три года вернулся на родину и стал работать в Цетинском окружном комитете КПЮ.

### Гражданская война в Испании
В мае 1937 года отправился с группой югославских добровольцев в Испанию на помощь республиканцам, воевавшим против Франсиско Франко и его фашистского движения. Прошёл военную подготовку и был назначен пулемётчиком. Служил в 15-й интербригаде, Димитровском батальоне. В ходе Брунетской операции был ранен в голову и выбыл из строя. Вылечившись, был назначен политруком взвода и затем стал политруком роты. В этой должности проявил себя как талантливый командир и вскоре стал командовать ротой. В битве на Эбро было повторно ранен в голову, а в 1938 году был ранен в третий раз, но уже в руку. Дослужился до звания лейтенанта Испанской республиканской армии.
В феврале 1939 года остатки интернационалистов-добровольцев пересекли испано-французскую границу, после чего они были интернированы. Многих югославов отправили в концлагерь в местечке Анжелес, а сам Дапчевич с группой испанцев попал в крепость Колюре, откуда выбрался в октябре 1940 года вместе с Фадилом Яхичем. Поскольку Яхич планировал организовать бегство всех заключённых, Дапчевичу пришлось прикрывать беглецов: в апреле 1941 года он приехал в Австрию на работу, откуда тайно руководил переброской земляков-добровольцев в Югославию.

### Народно-освободительная война Югославии
Дапчевич вернулся уже после оккупации страны в результате Апрельской войны. Он был схвачен в Сомборе и сослан в Черногорию, однако бежал с поезда и скрылся в Никшиче, связавшись с местными коммунистами. Там же стал инициатором начала антинемецкого и антиитальянского сопротивления.
13 июля 1941 началось восстание в Черногории: Дапчевич вступил в Цетинский окружной комитет КПЮ и возглавил Ловченский партизанский отряд. В боях за Кошчели на дороге Цетине—Риека-Црноевича 15 июля 1941 его отрядом были уничтожены моторизованная колонна и моторизованный батальон 18-й пехотной дивизии «Мессина». С августа 1941 года он член Главного штаба НОАЮ в Черногории. Будучи членом штаба и командуя отрядом, оказал большую помощь при организации партизанских отрядов в Черногории.
Во время кризиса восстания в окрестностях Колашина, зимой-весной 1942 года на правах заместителя командующего Главным штабом объединил все отряды и ударные батальоны на территории Синяевины, направлении Морача-Колашин и Поле, начав бои против четников и итальянских оккупационных войск. В начале апреля 1942 года он стал командовать Главным штабом НОАЮ в Черногории и у Которского залива, а в мае вошёл в состав Верховного штаба НОАЮ, командуя черногорскими частями до 10 июня. Тогда подчинённые ему черногорцы вели бои против итальянских дивизий, подразделений четников и сепаратистских военизированных формирований. Войска сражались на Колашинских полях, в Синяевине и Дурмиторе, около Никшича и на пути в Грахово и Цетине, отражая Третье антипартизанское наступление. 11 июня 1942, после образования 4-й ударной бригады, был назначен её командиром. Бригада участвовала в походе в Боснийскую Краину. К середине июля были взяты Хаджиче (на дороге Сараево—Мостар), Горни-Вакуф, велись бои за Бугойно. В августе дважды бригада безуспешно штурмовала Купрес. Позднее на Маняче черногорцы завязали бои против вермахта, в сентябре участвовали в нападении на Яйце, а затем вели бои на линии Яйце—Дони-Вакуф и Яйце—Травник. В октябре бригада взяла Мрконич-Град.
1 ноября 1942 после образования 2-й пролетарской дивизии был назначен её командиром. С ноября 1942 по февраль 1943 года дивизия действовала между Боснией и Далмацией: в ноябре она разбила противника на линии Книн—Босанско-Грахово, 14 декабря освободила Ливно, снова атаковала Купрес, освободила Шуицу и Дувно и завязала бои на линии Дувно—Имотски; с конца декабря 1942 по начало января 1943 года вела наступление в Цетинской Краине. Отличилась и в ходе битвы на Неретве, освободив Дрежницу и Ябланицу и атаковав Кониц. В феврале-марте 1943 года завязались особенно тяжёлые бои: основные силы дивизии были задействованы на линии Горни-Вакуф—Прозор, другая часть дивизии вела затяжные бои на Неретве. 2-я пролетарская под командованием Дапчевича форсировала Неретву в марте 1943 года и отбросила четников. Когда началось основное наступление, дивизия двинулась в направлении Чичево—Главатичево—Калиновик—Фоча и разгромила четников. Часть солдат дивизии ещё и вела бои в Герцеговине. На завершающих этапах битвы при помощи 1-й пролетарской 2-я дивизия переправилась через Дрину, снова нанесла поражение четникам и итальянским войскам и освободила Северную Черногорию. Совместно с 3-й ударной в боях за Яворик и Биоко черногорцы снова разбили подразделения четников.
В мае 1943 года во время битвы на Сутьеске 2-я дивизия вела бои против 1-й горнострелковой дивизии вермахта в районе Мойковаца и Колашина, позднее образовала плацдармы у Вучево и Яворка. В боях в долине Сутьески бригады дивизии участвовали в нападении на Кошур и обороне Баре. Во время прорыва на Зеленгоре велись тяжёлые оборонительные бои на Любином-гробе и Кошуте, а также шёл прорыв линии Фоча-Калиновик.
В октябре был назначен командиром 2-го ударного корпуса НОАЮ, который стал элитным подразделением партизан. Корпус участвовал в 1944 году в боях за Черногорию, а именно: в Лимско-Дринской, Мойковацкой и Андриевицкой операциях. В июле 1944 года был назначен командиром Оперативной группы дивизий, которая освободила часть Сербии между реками Южная и Западная Морава. В сентябре 1944 года он принял командование 1-й армейской группой, которая участвовала в боях за Западную Шумадию и в Белградской операции.
С 1 января 1945 командовал 1-й югославской армией, которая воевала на Сремском фронте и 12 апреля прорвала линию фронта. В конце войны 1-я армия заняла Славонию и Хорватию, а вместе с 3-й армией на линии Целе—Марибор разгромила отступающие немецкие войска численностью 300 тысяч человек под командованием Александера Лера.
В годы войны он также был членом Антифашистского вече народного освобождения Югославии и членом Президиума Черногорской антифашистской скупщины народного освобождения.
Получал следующие воинское звания: в 1943 году – генерал-майор, в 1944 году — генерал-подполковник, в 1947 году — генерал-полковник.

### После войны
В мае 1945 года был назначен командиром 4-й армии и военным комендантом Истрии. С 1946 по 1948 годы учился в Высшей военной академии имени К. Е. Ворошилова в Москве. По возвращении из СССР вошёл в Генеральный штаб Югославской народной армии: до 1953 года был заместителем начальника, а с 1953 по 1955 годы – начальником Генштаба. Ушёл в отставку в 1955 году.
В рамках гражданской деятельности был послом Временной и Учредительной скупщин Демократической Федеративной Республики Югославии. Многократно избирался в Союзную скупщину и Республиканскую скупщину СР Черногории. На VII и VIII съездах Союза коммунистов Югославии избирался в ЦК СКЮ. Входил в Президиум Социалистического союза трудового народа Югославии, Главный комитет Союза ветеранов Народно-освободительной войны и Совет Федерации СФРЮ.
Автор военно-исторических и военно-теоретических работ.
Скончался 10 февраля 1999 в Белграде. Похоронен на Новом кладбище Белграда.

### Семья
Супруга — Милена Врсайков-Дапчевич, актриса театра и кино. Дети: дочь Милица и сын Вук. Брат — Владимир «Владо» Дапчевич — тоже партизанский командир; антиревизионистский критик режима Тито и СССР, лидер сербской Партии труда.

### Книги
- Рат у Кореји. — Београд, 1951.
- Значај и снага маневра. — Београд, 1954.
- Како смо водили рат. — Београд, 1956.
- Мале ратне приче. — Београд, 1961.
- Тактика партизанских одреда и бригада. — Београд, 1961.
- Од Пиринеја до Цетиња. — Београд, 1981.
- Казивања о Београдској операцији. — Београд, 1981.
- За Београд. — Београд, 1984.
- Огледи из Војне Мисли. — Београд, 1986.

## Награды
Награждён рядом орденов и медалей, в том числе орденом Народного героя Югославии (звание получил 22 октября 1945). В октябре 1945 года первым получил звание почётного гражданина Белграда. Награждён советскими орденами Кутузова I степени (15.10.1945) и  Суворова II степени (05.09.1944).
18 сентября 2014 в память 70-летия освобождения Белграда советскими войсками на карте Белграда появился Бульвар Пеко Дапчевича.